# All-Star Game da NBA de 2018
O All-Star Game da NBA de 2018 foi uma partida de exibição de basquete realizada em 18 de fevereiro de 2018 durante a temporada da NBA de 2017-18. Foi a 67.ª edição do All-Star Game e aconteceu no Staples Center em Los Angeles, casa do Los Angeles Lakers e do Los Angeles Clippers. O Time LeBron derrotou o Time Stephen por 148-145. LeBron James, homônimo do Time LeBron, foi nomeado o MVP ao registrar 29 pontos, 10 rebotes e 8 assistências; foi a terceira vez que ele ganhou o prêmio desde o All-Star Game de 2008. Esta foi a sexta vez que Los Angeles sediou o evento e a primeira vez desde 2011. O jogo foi transmitido nacionalmente pela TNT pelo 16.º ano consecutivo e simultaneamente pela TBS pelo 4.º ano seguido.

## Mudança de formato
Em 3 de outubro de 2017, a NBA anunciou que o formato do All-Star Game mudaria do tradicional formato de Conferência Leste contra Conferência Oeste para um formato de draft, similar ao utilizado no All-Star Game da NHL de 2011 a 2015 e no Pro Bowl da NFL de 2014 a 2016. Os capitães dos times seriam determinados pelos votos recebidos em suas respectivas conferências. Cada time escolheria uma instituição de caridade para jogar em benefício e o time vencedor teria dinheiro doado para sua instituição de caridade. O time vencedor receberia US$100.000 para cada jogador e o time perdedor US$25.000 para cada jogador.

## All-Star Game

### Treinadores
Os dois times foram treinados por técnicos de suas respectivas conferências. Mike D'Antoni, técnico do Houston Rockets, foi nomeado como o treinador principal do Time Stephen. Dwane Casey, técnico do Toronto Raptors, foi nomeado como o treinador principal do Time LeBron.

### Elencos
As escalações para o All-Star Game foram selecionadas através de um processo de votação. Os titulares foram escolhidos pelos fãs, pela mídia e pelos jogadores atuais da NBA. Os fãs compõem 50% dos votos, enquanto os jogadores da NBA e a mídia representam cada um 25% dos votos. Os dois armadores e três jogadores de frontcourt que recebem o maior número de votos cumulativos são nomeados titulares. Os técnicos principais da NBA votam nos reservas de suas respectivas conferências, nenhum dos quais pode ser jogador de seu próprio time. Cada técnico seleciona dois armadores, três jogadores de frontcourt e dois coringas, com cada jogador selecionado classificado em ordem de preferência dentro de cada categoria. Se um jogador polivalente for selecionado, os técnicos são incentivados a votar no jogador na posição que for "mais vantajosa para o time", independentemente de onde o jogador foi listado na cédula do jogo ou na posição em que ele foi listado nas estatísticas.
Os titulares foram anunciados em 18 de janeiro de 2018. Kyrie Irving, do Boston Celtics, e DeMar DeRozan, do Toronto Raptors, foram nomeados os titulares do Leste, ganhando suas quinta e quarta aparições no evento, respectivamente. LeBron James foi nomeado titular para seu 14.º All-Star Game, quebrando o recorde de Dirk Nowitzki de mais seleções entre os jogadores ativos. Juntando-se a James estavam Joel Embiid, do Philadelphia 76ers, em sua primeira seleção, e Giannis Antetokounmpo, do Milwaukee Bucks, em sua segunda seleção.
Stephen Curry, do Golden State Warriors, e James Harden, do Houston Rockets, foram nomeados os titulares do Oeste, ganhando suas quinta e sexta aparições, respectivamente. Kevin Durant, do Golden State Warriors, foi nomeado para seu nono All-Star Game, junto com DeMarcus Cousins e Anthony Davis, do New Orleans Pelicans, em suas quarta e quinta seleções, respectivamente. Durante o evento, Davis usaria a camisa de seu companheiro de equipe Cousins como uma forma de homenageá-lo, após Cousins sofrer uma lesão que encerrou sua temporada.
Os reservas foram anunciados em 23 de janeiro de 2018. Os reservas do Oeste incluíam Russell Westbrook, do Oklahoma City Thunder, em sua sétima seleção, Klay Thompson e Draymond Green, do Golden State Warriors, em suas quarta e terceira seleções, respectivamente, LaMarcus Aldridge, do San Antonio Spurs, em sua sexta seleção, Damian Lillard, do Portland Trail Blazers, em sua terceira seleção, e Karl-Anthony Towns e Jimmy Butler, do Minnesota Timberwolves, em suas primeira e quarta seleções, respectivamente. Westbrook foi posteriormente nomeado o titular substituto para a vaga aberta de DeMarcus Cousins no time.
Os reservas do Leste incluíam Kyle Lowry, do Toronto Raptors, em sua quarta seleção, Al Horford, do Boston Celtics, em sua quinta seleção, John Wall e Bradley Beal, do Washington Wizards, em suas quinta e primeira seleções, respectivamente, Victor Oladipo, do Indiana Pacers, em sua primeira seleção, Kevin Love, do Cleveland Cavaliers, em sua quinta seleção, e Kristaps Porzingis, do New York Knicks, em sua primeira seleção.
| Pos       | Jogador               | Time                | Seleções  |
| Titulares | Titulares             | Titulares           | Titulares |
| --------- | --------------------- | ------------------- | --------- |
| G         | Kyrie Irving          | Boston Celtics      | 5         |
| G         | DeMar DeRozan         | Toronto Raptors     | 4         |
| F         | LeBron James          | Cleveland Cavaliers | 14        |
| F         | Giannis Antetokounmpo | Milwaukee Bucks     | 2         |
| C         | Joel Embiid           | Philadelphia 76ers  | 1         |
| Reservas  |                       |                     |           |
| G         | Bradley Beal          | Washington Wizards  | 1         |
| G         | Goran Dragić          | Miami Heat          | 1         |
| C/F       | Al Horford            | Boston Celtics      | 5         |
| F/C       | Kevin Love            | Cleveland Cavaliers | 5         |
| G         | Kyle Lowry            | Toronto Raptors     | 4         |
| G         | Victor Oladipo        | Indiana Pacers      | 1         |
| F/C       | Kristaps Porziņģis    | New York Knicks     | 1         |
| G         | John Wall             | Washington Wizards  | 5         |
| C         | Andre Drummond        | Detroit Pistons     | 2         |
| G         | Kemba Walker          | Charlotte Hornets   | 2         |

| Pos       | Jogador            | Time                   | Seleções  |
| Titulares | Titulares          | Titulares              | Titulares |
| --------- | ------------------ | ---------------------- | --------- |
| G         | Stephen Curry      | Golden State Warriors  | 5         |
| G         | James Harden       | Houston Rockets        | 6         |
| F         | Kevin Durant       | Golden State Warriors  | 9         |
| F/C       | Anthony Davis      | New Orleans Pelicans   | 5         |
| C         | DeMarcus Cousins   | New Orleans Pelicans   | 4         |
| Reservas  |                    |                        |           |
| G         | Russell Westbrook  | Oklahoma City Thunder  | 7         |
| G         | Damian Lillard     | Portland Trail Blazers | 3         |
| F         | Draymond Green     | Golden State Warriors  | 3         |
| C         | Karl-Anthony Towns | Minnesota Timberwolves | 1         |
| F/C       | LaMarcus Aldridge  | San Antonio Spurs      | 6         |
| G         | Klay Thompson      | Golden State Warriors  | 4         |
| G/F       | Jimmy Butler       | Minnesota Timberwolves | 4         |
| F         | Paul George        | Oklahoma City Thunder  | 5         |

### Draft
LeBron James e Stephen Curry foram nomeados capitães por serem os jogadores mais votados do Leste e do Oeste, respectivamente. James teve a primeira escolha no draft por ser o jogador mais votado no geral, enquanto Curry teve a primeira escolha da cor do uniforme, devido ao status de equipe da casa da Conferência Oeste para o jogo. O pool do draft consistia nos outros oito titulares, sem consideração pela designação de conferência, e 14 reservas (sete de cada conferência), escolhidos pelos treinadores principais da NBA. Em 25 de janeiro de 2018, James e Curry criaram suas equipes através de um draft, que não seria televisionado por várias razões. O Comissário da NBA, Adam Silver, selecionará o substituto para qualquer jogador que não puder participar do evento, escolhendo um jogador da mesma conferência do jogador que está sendo substituído. A seleção de Silver se juntará ao time que escolheu o jogador substituído. Se um jogador substituído for titular, o treinador principal daquela equipe escolherá um novo titular entre seus jogadores.
| Pos                                      | Jogador            | Time                  |         |
| Titular                                  | Titular            | Titular               | Titular |
| ---------------------------------------- | ------------------ | --------------------- | ------- |
| F                                        | Kevin Durant       | Golden State Warriors |         |
| F/C                                      | Anthony Davis      | New Orleans Pelicans  |         |
| F                                        | LeBron James       | Cleveland Cavaliers   |         |
| C                                        | DeMarcus Cousins   | New Orleans Pelicans  |         |
| G                                        | Kyrie Irving       | Boston Celtics        |         |
| Reservas                                 |                    |                       |         |
| F/C                                      | LaMarcus Aldridge  | San Antonio Spurs     |         |
| G                                        | Bradley Beal       | Washington Wizards    |         |
| F/C                                      | Kevin Love         | Cleveland Cavaliers   |         |
| G                                        | Russell Westbrook  | Oklahoma City Thunder |         |
| G                                        | Victor Oladipo     | Indiana Pacers        |         |
| F/C                                      | Kristaps Porziņģis | New York Knicks       |         |
| G                                        | John Wall          | Washington Wizards    |         |
| F                                        | Paul George        | Oklahoma City Thunder |         |
| C                                        | Andre Drummond     | Detroit Pistons       |         |
| G                                        | Goran Dragić       | Miami Heat            |         |
| G                                        | Kemba Walker       | Charlotte Hornets     |         |
| Treinador: Dwane Casey (Toronto Raptors) |                    |                       |         |

| Pos                                        | Jogador               | Time                   |         |
| Titular                                    | Titular               | Titular                | Titular |
| ------------------------------------------ | --------------------- | ---------------------- | ------- |
| G                                          | James Harden          | Houston Rockets        |         |
| G                                          | DeMar DeRozan         | Toronto Raptors        |         |
| G                                          | Stephen Curry         | Golden State Warriors  |         |
| G/F                                        | Giannis Antetokounmpo | Milwaukee Bucks        |         |
| C                                          | Joel Embiid           | Philadelphia 76ers     |         |
| Reservas                                   |                       |                        |         |
| G                                          | Damian Lillard        | Portland Trail Blazers |         |
| G/F                                        | Jimmy Butler          | Minnesota Timberwolves |         |
| F                                          | Draymond Green        | Golden State Warriors  |         |
| G                                          | Kyle Lowry            | Toronto Raptors        |         |
| G                                          | Klay Thompson         | Golden State Warriors  |         |
| C                                          | Karl-Anthony Towns    | Minnesota Timberwolves |         |
| F/C                                        | Al Horford            | Boston Celtics         |         |
| Treinador: Mike D'Antoni (Houston Rockets) |                       |                        |         |

### Jogo
| 18 de Fevereiro de 2018 8:30 pm ET | Recap | Team LeBron 148, Team Stephen 145                               | Team LeBron 148, Team Stephen 145 | Team LeBron 148, Team Stephen 145                                             |  | Staples Center, Los Angeles, California Público: 17,801 Árbitros: * #19 James Capers - #6 Tony Brown - #59 Gary Zielinski | TNT, TBS |
| 18 de Fevereiro de 2018 8:30 pm ET | Recap | Placar por quarto: 31–42, 45–36, 33–34, 39–33                   |                                   |                                                                               |  | Staples Center, Los Angeles, California Público: 17,801 Árbitros: * #19 James Capers - #6 Tony Brown - #59 Gary Zielinski | TNT, TBS |
| 18 de Fevereiro de 2018 8:30 pm ET | Recap | Pts: LeBron James 29 Rbts: LeBron James 10 Asts: Kyrie Irving 9 |                                   | Pts: DeRozan, Lillard 21 each Rbts: Karl-Anthony Towns 10 Asts: Kyle Lowry 11 |  | Staples Center, Los Angeles, California Público: 17,801 Árbitros: * #19 James Capers - #6 Tony Brown - #59 Gary Zielinski | TNT, TBS |

### Hino Nacional
A apresentação de Fergie do hino nacional "The Star-Spangled Banner" antes do jogo recebeu pesadas críticas negativas e foi alvo de zombarias online. A interpretação, descrita como "incomum" e "bizarra", foi recebida com risadas do público na arena e Draymond Green foi mostrado rindo durante a transmissão na televisão. No dia seguinte, Fergie disse que "queria tentar algo especial para a NBA", mas que "não atingiu o tom pretendido".

## All-Star Weekend

### Desafio das Estrelas em Ascensão
| Pos.                                      | Nac.        | Jogador           | Time               | Ano          |
| ----------------------------------------- | ----------- | ----------------- | ------------------ | ------------ |
| G                                         | Serbia      | Bogdan Bogdanović | Sacramento Kings   | Novato       |
| G/F                                       | Canada      | Dillon Brooks     | Memphis Grizzlies  | Novato       |
| C                                         | Cameroon    | Joel Embiid       | Philadelphia 76ers | Segundanista |
| G                                         | The Bahamas | Buddy Hield       | Sacramento Kings   | Segundanista |
| F                                         | Finland     | Lauri Markkanen   | Chicago Bulls      | Novato       |
| G                                         | Canada      | Jamal Murray      | Denver Nuggets     | Segundanista |
| G                                         | France      | Frank Ntilikina   | New York Knicks    | Novato       |
| F/C                                       | Lithuania   | Domantas Sabonis  | Indiana Pacers     | Segundanista |
| F                                         | Croatia     | Dario Šarić       | Philadelphia 76ers | Segundanista |
| G/F                                       | Australia   | Ben Simmons       | Philadelphia 76ers | Novato       |
| Treinador: Rex Kalamian (Toronto Raptors) |             |                   |                    |              |

| Pos.                                     | Jogador          | Time               | Ano          |
| ---------------------------------------- | ---------------- | ------------------ | ------------ |
| G                                        | Lonzo Ball       | Los Angeles Lakers | Novato       |
| G                                        | Malcolm Brogdon  | Milwaukee Bucks    | Segundanista |
| G/F                                      | Jaylen Brown     | Boston Celtics     | Segundanista |
| F/C                                      | John Collins     | Atlanta Hawks      | Novato       |
| G                                        | Kris Dunn        | Chicago Bulls      | Segundanista |
| G/F                                      | Brandon Ingram   | Los Angeles Lakers | Segundanista |
| F                                        | Kyle Kuzma       | Los Angeles Lakers | Novato       |
| G                                        | Donovan Mitchell | Utah Jazz          | Novato       |
| G                                        | Dennis Smith Jr. | Dallas Mavericks   | Novato       |
| F                                        | Jayson Tatum     | Boston Celtics     | Novato       |
| F                                        | Taurean Prince   | Atlanta Hawks      | Segundanista |
| G                                        | De'Aaron Fox     | Sacramento Kings   | Novato       |
| Head coach: Roy Rogers (Houston Rockets) |                  |                    |              |

### Desafio de habilidades
| Pos. | Jogador            | Equipe               |
| ---- | ------------------ | -------------------- |
| G    | Spencer Dinwiddie  | Brooklyn Nets        |
| C    | Joel Embiid        | Philadelphia 76ers   |
| F/C  | Al Horford         | Boston Celtics       |
| F    | Lauri Markkanen    | Chicago Bulls        |
| G    | Donovan Mitchell   | Utah Jazz            |
| G    | Jamal Murray       | Denver Nuggets       |
| F/C  | Kristaps Porziņģis | Nova York Knicks     |
| G    | Lou Williams       | Los Angeles Clippers |
| G    | Buddy Hield        | Sacramento Kings     |
| C    | André Drummond     | Detroit Pistons      |

|  | Quartas de final             | Quartas de final             | Quartas de final          |                           |                              | Semifinais                   | Semifinais | Semifinais |  |  | Final | Final | Final |  |
|  |                              |                              |                           |                           |                              |                              |            |            |  |  |       |       |       |  |
|  | Spencer Dinwiddie (Brooklyn) | Spencer Dinwiddie (Brooklyn) | O                         |                           |                              |                              |            |            |  |  |       |       |       |  |
|  | Spencer Dinwiddie (Brooklyn) | Spencer Dinwiddie (Brooklyn) | O                         |                           |                              |                              |            |            |  |  |       |       |       |  |
|  | Buddy Hield (Sacramento)     | Buddy Hield (Sacramento)     | X                         |                           |                              |                              |            |            |  |  |       |       |       |  |
|  | Buddy Hield (Sacramento)     | Buddy Hield (Sacramento)     | X                         |                           | Spencer Dinwiddie (Brooklyn) | Spencer Dinwiddie (Brooklyn) | O          |            |  |  |       |       |       |  |
|  |                              |                              |                           |                           | Spencer Dinwiddie (Brooklyn) | Spencer Dinwiddie (Brooklyn) | O          |            |  |  |       |       |       |  |
|  |                              |                              | Jamal Murray (Denver)     | Jamal Murray (Denver)     | X                            |                              |            |            |  |  |       |       |       |  |
|  | Jamal Murray (Denver)        | Jamal Murray (Denver)        | Jamal Murray (Denver)     | Jamal Murray (Denver)     | X                            | O                            |            |            |  |  |       |       |       |  |
|  | Jamal Murray (Denver)        | Jamal Murray (Denver)        |                           |                           |                              |                              |            |            |  |  |       |       |       |  |
|  | Lou Williams (LA Clippers)   | Lou Williams (LA Clippers)   | X                         |                           |                              |                              |            |            |  |  |       |       |       |  |
|  | Lou Williams (LA Clippers)   | Lou Williams (LA Clippers)   | X                         |                           | Spencer Dinwiddie (Brooklyn) | Spencer Dinwiddie (Brooklyn) | O          |            |  |  |       |       |       |  |
|  |                              |                              |                           |                           |                              |                              |            |            |  |  |       |       |       |  |
|  |                              |                              | Lauri Markkanen (Chicago) | Lauri Markkanen (Chicago) | X                            |                              |            |            |  |  |       |       |       |  |
|  | Al Horford (Boston)          | Al Horford (Boston)          | Lauri Markkanen (Chicago) | Lauri Markkanen (Chicago) | X                            | X                            |            |            |  |  |       |       |       |  |
|  | Al Horford (Boston)          | Al Horford (Boston)          |                           |                           |                              |                              |            |            |  |  |       |       |       |  |
|  | Joel Embiid (Philadelphia)   | Joel Embiid (Philadelphia)   | O                         |                           |                              |                              |            |            |  |  |       |       |       |  |
|  | Joel Embiid (Philadelphia)   | Joel Embiid (Philadelphia)   | O                         |                           | Joel Embiid (Philadelphia)   | Joel Embiid (Philadelphia)   | X          |            |  |  |       |       |       |  |
|  |                              |                              |                           |                           | Joel Embiid (Philadelphia)   | Joel Embiid (Philadelphia)   | X          |            |  |  |       |       |       |  |
|  |                              |                              | Lauri Markkanen (Chicago) | Lauri Markkanen (Chicago) | O                            |                              |            |            |  |  |       |       |       |  |
|  | Lauri Markkanen (Chicago)    | Lauri Markkanen (Chicago)    | Lauri Markkanen (Chicago) | Lauri Markkanen (Chicago) | O                            | O                            |            |            |  |  |       |       |       |  |
|  | Lauri Markkanen (Chicago)    | Lauri Markkanen (Chicago)    |                           |                           |                              |                              |            |            |  |  |       |       |       |  |
|  | Andre Drummond (Detroit)     | Andre Drummond (Detroit)     | X                         |                           |                              |                              |            |            |  |  |       |       |       |  |

### Concurso de três pontos
| Pos. | Player          | Team                  | Primeira rodada | Rodada final |
| ---- | --------------- | --------------------- | --------------- | ------------ |
| G    | Devin Booker    | Phoenix Suns          | 19              | 28           |
| G    | Klay Thompson   | Golden State Warriors | 19              | 25           |
| F    | Tobias Harris   | Los Angeles Clippers  | 18              | 17           |
| G    | Wayne Ellington | Miami Heat            | 17              | —            |
| G    | Bradley Beal    | Washington Wizards    | 15              | —            |
| G    | Eric Gordon     | Houston Rockets       | 12              | —            |
| G    | Kyle Lowry      | Toronto Raptors       | 11              | —            |
| F    | Paul George     | Oklahoma City Thunder | 9               | —            |

### Concurso de enterrada
| Pos. | Jogador          | Equipe              | Primeira rodada | Rodada final |
| ---- | ---------------- | ------------------- | --------------- | ------------ |
| G    | Donovan Mitchell | Utah Jazz           | 98 (48+50)      | 98 (50+48)   |
| F    | Larry Nance Jr.  | Cleveland Cavaliers | 93 (44+49)      | 96 (46+50)   |
| G    | Dennis Smith Jr. | Dallas Mavericks    | 89 (39+50)      | -            |
| G    | Victor Oladipo   | Indiana Pacers      | 71 (31+40)      | -            |
| G    | Aaron Gordon     | Orlando Magic       | -               | -            |